# Zhuping (sockenhuvudort i Kina, Jiangxi Sheng, lat 29,01, long 114,47)
Zhuping är en sockenhuvudort i Kina. Den ligger i provinsen Jiangxi, i den sydöstra delen av landet, omkring 140 kilometer väster om provinshuvudstaden Nanchang. Antalet invånare är 8 117. Befolkningen består av 4 075 kvinnor och 4 042 män. Barn under 15 år utgör 21,0 %, vuxna 15-64 år 69 %, och äldre över 65 år 8,0 %.
Runt Zhuping är det ganska tätbefolkat, med 160 invånare per kvadratkilometer. Närmaste större samhälle är Ma'ao, 15,2 km väster om Zhuping. I omgivningarna runt Zhuping växer i huvudsak blandskog.
Genomsnittlig årsnederbörd är 2 406 millimeter. Den regnigaste månaden är maj, med i genomsnitt 404 mm nederbörd, och den torraste är oktober, med 55 mm nederbörd.